# Михаило Керуларије
Михаило I Керуларије (око 1000 — 1059), познат још и као Михаило Керуларис и патријарх Михаило I, био је васељенски патријарх од 1043. до 1059. године.

## Велики раскол
Рођен у Цариграду, Михаило је остао највише упамћен по сукобу са папом Лавом IX око црквених разлика на Истоку и Западу, пре свега због употребе бесквасног хлеба у причешћу.
Папа Лав IX му је 1054. послао писмо у ком је цитирао део Константинове даровнице, за коју је тврдио да је оригинална (он је уједно и први папа који је користио Константинову даровницу у једном званичном документу).
Лав IX је на овај начин уверавао Михаила да је Константинова даровница потпуно легитиман документ, те да је једино римски патријарх, односно папа, једина глава Хришћанске цркве.
Папа је писмо такође послао и охридском архиепископу Лаву, као одговор на писмо охридског архиепископа Јовану, епископу Траније, у ком је напао обичаје Цркве на Западу, поготово пост суботом и коришћење бесквасног хлеба. Лав IX је у писму напао Цариградску патријаршију као извор јереси и нагласио је да је једина глава Цркве римски патријарх, док сви остали (укључујући и цариградског) немају никакав ауторитет у вођењу Цркве.
Лав IX је потом послао кардинала Хумберта од Силва Кандиде као легата да се измири са патријархом Михаилом, но овај је то одбио, оставивши Хумберта да чека месецима.
Због овога је кардинал Хумберт изручио белешку о изопштењу цариградског патријарха из Цркве 16. јула 1054. године, иако је папа Лав умро три месеца раније, што је чинило изопштење незаконитим. Као одговор на то, Михаило је изопштио и кардинала и папу, уклонивши његово име са диптиха, што је довело до Великог раскола.
Велики раскол је довео до окончања савеза папе и византијског цара, што је резултовало папско-норманским савезом против Византије. Екскомуникације су повучене 1965. године, када су папа Павле VI и васељенски патријарх Атинагора повукли екскомуникације на Другом ватиканском концилу. Иако је Хумбертова екскомуникација била незаконита, овај чин је довео зближавању двеју Цркава.

## Сукоб са византијским троном
Михаило Псел пише да, иако је на почетку Михаило Керуларије био у добрим односима са царицом Теодором пре њеног преузимања власти, по њеном доласку на трон је ступио у отворен сукоб с њом, јер је био гневан што Царство води жена и на ову тему говорио је потпуно отворено. Псел тврди да би га Теодора сменила да је живела дуже због његове отворене дрскости и побуне.
Михаило је такође имао улогу у абдикацији Михаила VI Стратиотика, убедивши га да абдицира 31. августа 1057. у корист генерала Исака I Комнина. Стратиотик је слепо слушао Михаила, те се на крају и замонашио. Михаило се посвађао и са Исаком, пошто је Исак наредио конфискацију црквене имовине. У овој свађи је Михаило отишао толико далеко да је обуо пурпурне чизме, које је смео носити једино цар. Изгледа да је Михаило планирао и устанак против Исака, вероватно хотећи да доведе себе или свог рођака Константина Дуку, међутим Исак га је заробио и изгнао на острво Мармара 1058. године, а пошто је Михаило одбио да се покори, Псел је подигао оптужницу против њега због јереси и издаје. Михаило је умро пре но што ће изаћи на суђење.